# Повітряні сили Канади
Королівські військово-повітряні сили Канади (англ. Royal Canadian Air Force (RCAF), фр. Aviation royale canadienne (ARC)) — повітряний компонент об'єднаних канадських збройних сил, утворених 1 лютого 1968 року в результаті злиття трьох видів збройних сил в єдині Збройні сили Канади. В 1968—2011 рр. носили назву Повітряне командування ЗС Канади (англ. Canadian Forces Air Command — AIRCOM). До 1924 року оборону повітряного простору Канади забезпечувала британська авіація. Станом на 2015 рік RCAF нараховують 258 пілотованих ЛА та 9 БПЛА, 13000 військовослужбовців, 2400 резервістів та 2000 чоловік цивільного персоналу.
ВПС забезпечують експлуатацію літальних апаратів Збройних сил Канади, відповідають за безпеку повітряного простору країни та надають авіацію для підтримки її сухопутних та військово-морських сил. RCAF активно взаємодіють з військово-повітряними силами США в рамках НОРАД.

## Історія

### Перша світова війна
До початку Першої світової війни, на відміну від європейських держав, Канада не мала власних військово-повітряних сил, тому міністр оборони Сем Г'юз вирішив сформувати невеликий авіаційний підрозділ в складі Канадських експедиційних сил. Він був офіційно створений 16 вересня 1914 року і дістав назву Канадський авіаційний корпус. Але через нестачу людей та техніки Корпус не зміг стати повноцінним підрозділом, тому був розформований 7 травня 1915 року. Хоча спроба сформувати канадський авіаційний підрозділ виявилася невдалою, тим не менш, понад 20000 канадських добровольців за роки війни пройшли службу в британських авіаційних частинах. Серед них були відомі аси як Вільям Джордж Баркер (33 збитих літаки), Біллі Бішоп (27 збитих) та Артур Рой Браун (10 збитих). В 1917 році на території Канади була створена тренувальна база, яка займалася вербуванням та підготовкою пілотів для британської авіації. За два роки вона підготувала 3135 пілотів та 137 повітряних спостерігачів, 2624 із них узяли участь у військових діях на території Європи.

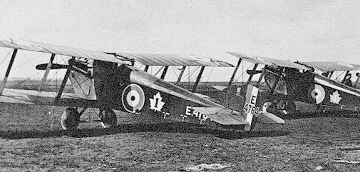
Sopwith Dolphins з 1-ї винищувальної ескадрильї ПС Канади на території Англії в грудні 1918 року

5 вересня 1918 року Канада та Британія вирішили створити канадський авіаційний підрозділ в складі британських ВПС. Він дістав назву Повітряні сили Канади і мав складатися із двох ескадрилей: винищувальної та бомбардувальної. Але перша (винищувальна) ескадрилья була сформована тільки 20 листопада, через 9 днів після закінчення війни. Існували плани, що на базі підрозділу будуть сформовані повноцінні канадські повітряні сили. Але уряд країни відмовився від створення нового роду військ, тому в лютому 1920 року він був розформований.

### Міжвоєнні роки

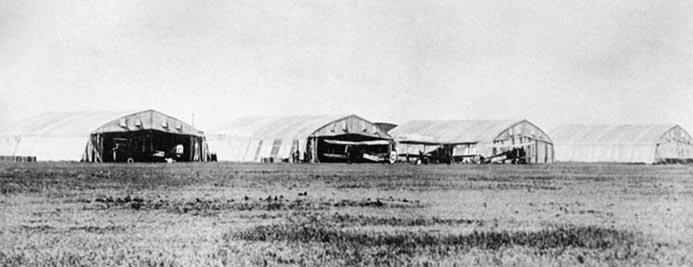
Літаки DH4 ПС Канади на повітряній станції High River, провінція Альберта, 1922 р. Вони займалися, переважно, патрулюванням лісового господарства та аерофотозйомкою.

Хоча після закінчення війни канадські авіаційні підрозділи було розформовано, за якийсь час необхідність мати військову авіацію стала очевидною. Тому 17 травня 1920 року були створені Повітряні сили Канади, які підпорядковувалися Авіаційній службі. Чисельність військової авіації була невеликою: станом на червень 1920-го в ній служило 1320 офіцерів та 3905 військовослужбовців нижчих чинів. ВПС виконували переважно цивільні, а не бойові завдання: їх літаки здійснювали аерофотозйомку, патрулювали лісове господарство, перевозили почту та боролися з контрабандою. У 1923 році Авіаційну службу ліквідували, а повітряні сили того ж року стали підпорядковуватися новоствореному Міністерству національної оборони. Одночасно на CAF була покладена відповідальність за роботу всієї авіації в країні, в тому числі і цивільної. 1 квітня 1924-го ВПС Канади змінили свою назву і стали офіційно називатися Королівські канадські повітряні сили.
Виконання різноманітних цивільних завдань викликало сильне невдоволення серед військових: вони добивалися повного розмежування цивільної та військової авіації. Їх зусилля увінчалися успіхом в 1927 році, коли було створено окреме управління, яке займалося цивільною авіацією, а на RCAF покладалися виключно військові завдання. Але таке розмежування призвело до істотного зменшення їх чисельності. Негативно на становище повітряних сил вплинула глибока економічна криза, яка спіткала країну на початку 1930-х. Зменшення фінансування призвело до скорочення особового складу, погіршення рівня підготовки пілотів, зменшення об'ємів закупівлі нової техніки та зниження боєготовності ВПС в цілому. Частково вирішити проблему вдалося шляхом формування резервних підрозділів, яке розпочалося в 1932 році.
На кінець 1930-х рр. Королівські військово-повітряні сили Канади навіть в своїй країні не розглядалися як серйозна військова сила. Авіаційний парк, в цілому був застарілий, відчувалася нестача особового складу, а самі RCAF ніколи не брали участі в бойових діях.

### Друга світова війна
На початок Другої світової війни ВПС Канади мали 23 ескадрильї (11 регулярних та 12 резервних), 8 із яких були сформовані незадовго до початку війни. Авіаційний парк нараховував 230 літаків двадцяти різних типів, із них тільки 29 відносилися до бойових: 19 винищувачів Hurricane та 10 легких бомбардувальників Fairey Battle.
Для оборони Канади були створено два повітряних командування — Східне та Західне, на початку в їх розпорядженні знаходилося 7 ескадрилей, озброєних застарілими літаками різних типів. Найбільшою загрозою для країни були німецькі субмарини, які діяли в Північній Атлантиці, в тому числі й біля берегів самої Канади. Тому RCAF найбільше уваги приділяло протичовновим операціям та морському патрулюванню. З тих же причин пріоритет у закупці нової техніки та розвитку наземної інфраструктури надавався Східному командуванню. Але ситуація змінилася в грудні 1941 року після нападу японських військ на Перл-Гарбор. Початок війни на Тихому океані змусив канадське керівництво значно більше уваги приділяти Західному командуванню.

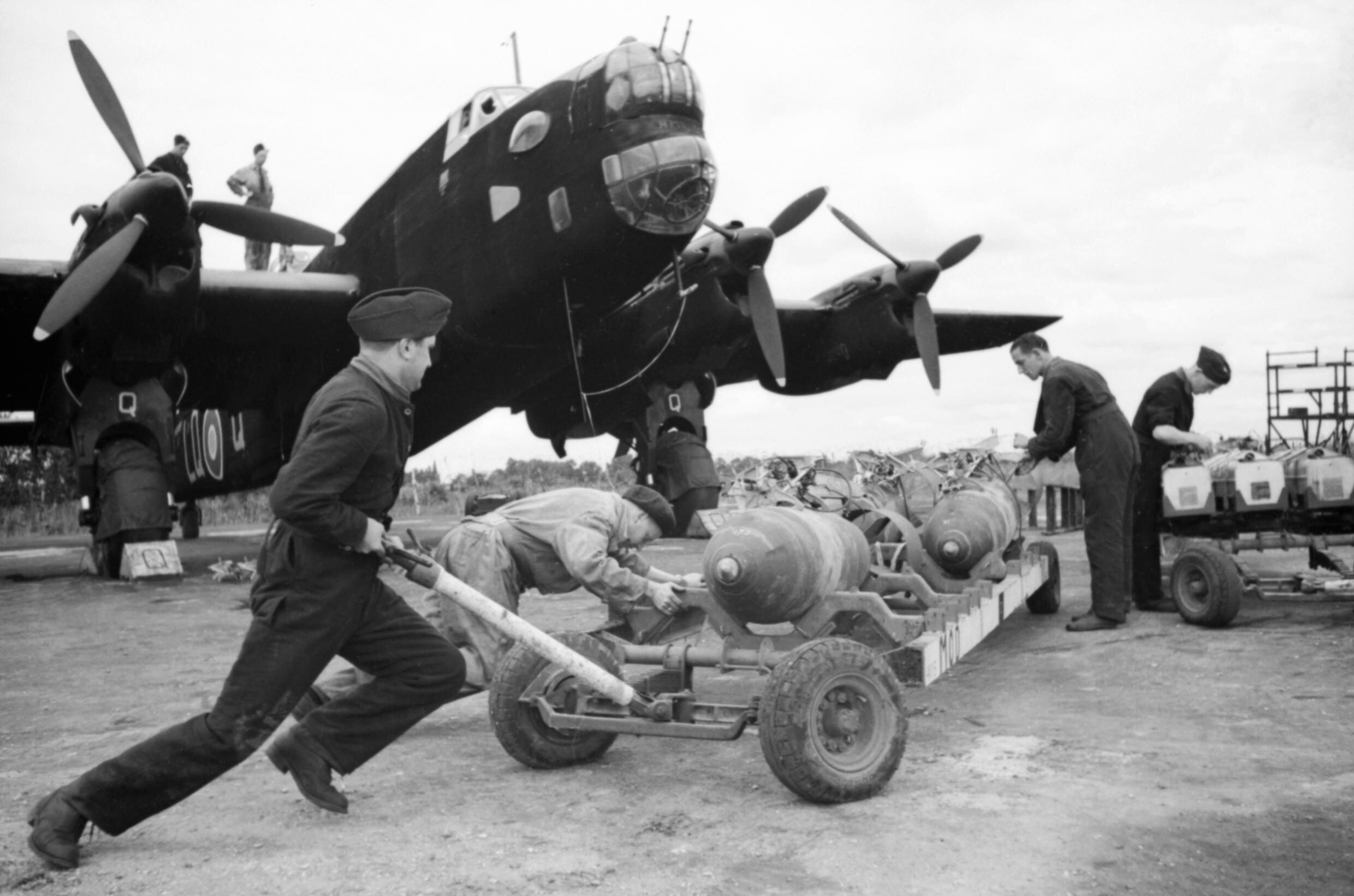
Завантаження авіабомб на важкий бомбардувальник Halifax Mk II 405-ї ескадрильї RCAF, Йоркшир, Англія (серпень 1942 р.)

В листопаді 1942 року кількість ескадрилей, відповідальних за оборону Канади досягла 37, із них 19 ескадрилей знаходилися в підпорядкуванні Східного командування, а 18 — Західного. Окрім оборони Канади, вони здійснювали підтримку та постачання американських військ на території Аляски, допомагали британцям в обороні Ньюфаундленда. Виконання чисельних завдань на великій території вимагало значного напруження сил та призводило до їх розпорошення. Тому в складі RCAF починають формуватися оперативні групи — тимчасові формування, які призначалися для виконання якогось конкретного завдання і могли включати в себе літаки і персонал із різних ескадрилей.
З початком Другої світової війни, згідно з «Авіаційним тренувальним планом країн Британської Співдружності», на території Канади розпочалася підготовка екіпажів для військово-повітряних сил Великої Британії та Канади. З цією метою в країні була розгорнута величезна інфраструктура, яка наприкінці 1943 року включала в себе 107 шкіл та 184 допоміжних об'єкта, їх роботу забезпечувало понад 100000 чоловік. Більшу частину витрат на підготовку курсантів та обслуговування інфраструктури взяла на себе Канада. Всього за період війни на території Канади підготовлено 131533 пілота та інших членів екіпажу, 72835 із них були канадцями. Більшість випускників пішли служити у військово-повітряні сили Великої Британії

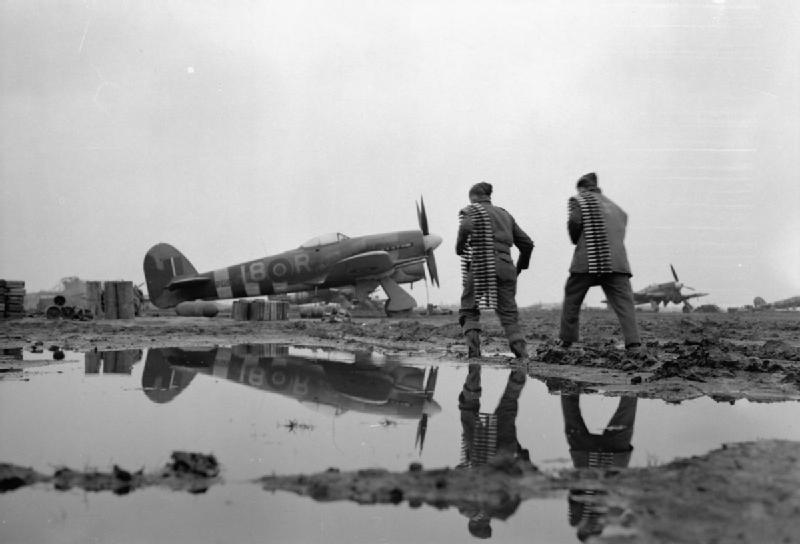
Два зброярі із 440-ї ескадрильї RCAF на аеродромі біля Ейдховена (Нідерланди) з 20-мм снарядами для пушок Hispano Mk II, які установлені винищувачах-бомбардувальниках «Тайфун» (кінець 1944 року)

На відміну від Першої світової війни, RCAF узяли активну участь у військових діях за межами Канади. В загальній кількості 48 канадських ескадрилей воювали на території Великої Британії, Північно-Західної Європи, Північної Африки, Італії та Південно-Східної Азії. Канадська авіація відіграла значну роль в обороні англійського неба в Битві за Британію, постійно брала участь у бомбардуваннях Німеччини, відзначилася активною підтримкою наземних військ союзників під час висадки в Нормандії. В складі канадських ВПС нерідко служили вихідці з інших країн, в той час як персонал RCAF, часто служив в складі британських військово-повітряних сил. Наприклад кожен четвертий пілот винищувача під час битви за Мальту був з Канади, канадці складали п'яту частину екіпажів берегової та чверть бомбардувальної авіації RAF.
За період війни ВПС Канади пройшли еволюцію від невеликого роду військ до четвертих по чисельності військово-повітряних сил союзників. Найбільшої чисельності RCAF досягли в січні 1944 року, коли вони налічували 215200 чоловік особового складу (з яких 15153 — жінки) та 78 ескадрилей. Всього за роки Другої світової війни в складі канадських ВПС служили 249662 чоловіки (93844 за межами Канади). Втрати склали 17100 військовослужбовців, із них бойові — 13000.

### 1945—1968 роки
Кінець Другої світової війни призвів до серйозного скорочення чисельності Королівських військово-повітряних сил. Станом на 1 січня 1948 року вони нараховували 12224 військовослужбовця та 5 ескадрилей. RCAF були зайняті в основному завданнями небойового характеру: транспортуванням вантажів, пошуково-рятувальними операціями, гуманітарними місіями, аерофотозйомкою та картографуванням місцевості. В той же час у складі канадських ВПС з'являються перші вертольоти — це Sikorsky H-5, які використовувалися для тренування та пошуково-рятувальних операцій В 1948-у RCAF отримують перші реактивні винищувачі Vampire.

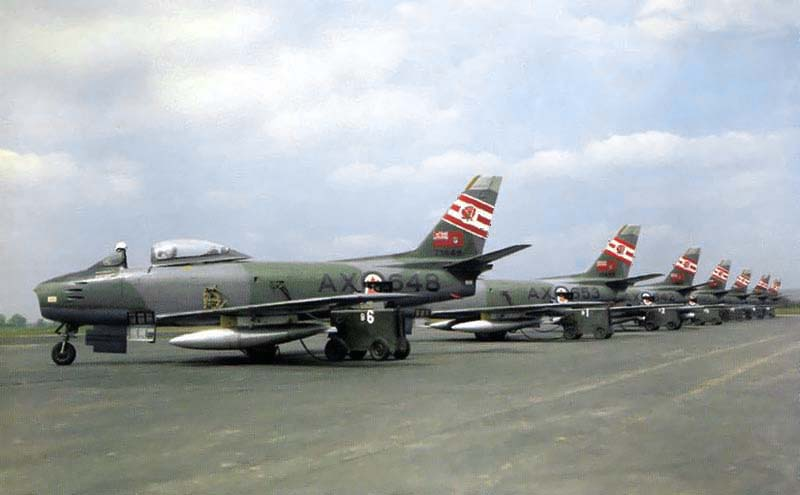
«Сейбери» 421-ї ескадрильї RCAF на авіабазі Grostenquin, Франція (червень 1957 року)

Наприкінці 1940-х посилюється протистояння між комуністичними режимами Східної Європи та країнами Заходу. Канадське керівництво сприймало радянські країни як загрозу своїй безпеці, тому в грудні 1948 року парламент проголосував за збільшення чисельності RCAF, виділив кошти на їх переозброєння та розширення наземної інфраструктури. Першим кроком стало переозброєння винищувальної авіації з поршневих літаків на реактивні. На озброєння приймаються винищувачі Sabre та CF-100 Canuck. В 1953-у RCAF отримали перші реактивні транспортних літаки Comet британського виробництва. В серпні 1949 року Канада приєдналася до НАТО, зобов'язання по блоку вимагали постійно тримати частину авіації в Європі. Для цього 1 жовтня 1952-го була створена 1-ша авіаційна дивізія в складі 8 ескадрилей, яка дислокувалася на території Франції (до 1967 р.) та Західної Німеччини.
В 1950— 53 роках канадські війська брали участь у Корейській війні. В Кореї діяла тільки транспортна авіація RCAF, яка займалася перевезенням вантажів та особового складу в інтересах союзних військ. Хоча в складі американських ВПС служили 22 пілота-винищувача із Канади, на рахунку яких були декілька перемог в повітряних боях.
В 1954 році в складі Канадських королівських військово-повітряних сил служили 51000 чоловік (в 4,2 рази більше, ніж на початку 1948-го), в перше за свою історію RCAF перевершили по чисельності сухопутні війська Канади. Кількість ескадрилей також зросла з 5 в 1948 році до 29 регулярних та 12 резервних у 1955-у.
Холодна війна сприяла розширенню військового співробітництва між США та Канадою, особливо тісною вона була в сфері протиповітряної оборони. На початку 1950-х років через загрозу зі сторони радянських стратегічних бомбардувальників, Канада та США створюють лінію радіолокаційних станцій раннього попередження вздовж 50° північної широти, яка дістала назву «Соснова лінія». В середині 1950-х будується ще одна лінія РЛС раннього сповіщення вздовж 55-ї паралелі — «Середньоканадська»"". Але найбільшим досягненням стало створення 1 серпня 1957 року Командування протиповітряної оборони Північної Америки (з 1981 р. повітряно-космічної оборони) — спільної організації двох країн, яка мала на меті забезпечити оборону та недоторканність повітряного простору північноамериканського континенту. На кінці 1950-х — початку 60-х на крайньому півночі Канади, Аляски та на півдні Гренландії будується нова лінія станцій раннього попередження — DEW.

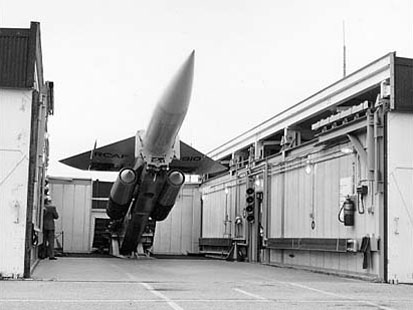
Зенітна ракета Bomarc 446-ї ескадрильї, база North Bay, Онтаріо, 1965

Для захисту від радянських стратегічних бомбардувальників Канада в 1961-63 рр. придбала зенітно-ракетні комплекси американського виробництва CIM-10 Bomarc. Частина зенітних ракет оснащувалися ядерними боєголовками, тому їх купівля викликала гострі суперечки в канадському суспільстві. Однак не дивлячись на це використання ядерної зброї канадськими військово-повітряними силами тільки збільшувалося. В 1961 році на озброєння починають поступати починають надзвукові реактивні винищувачі CF-101 Voodoo та CF-104 Starfighter. Для CF-101 було закуплено 108 ракет «повітря-повітря» AIR-2 Genie з ядерною боєголовкою. 6 ескадрилей CF-104 дислокованих в Європі (всього близько 90 літаків) отримали можливість завдавати ударів із застосуванням ядерної зброї, а їх екіпажі мали відповідну підготовку. Всього в розпорядженні 1-ї авіаційної дивізії знаходилося, за різними оцінками, від 90 до 210 тактичних ядерних зарядів, потужністю від 30 до 60 кілотонн.
1 серпня 1964 року створюється Штаб оборони, якому підпорядковувалися всі види збройних сил, у той же час штаби ВПС, ВМС та сухопутних сил були ліквідовані. Такі заходи призвело до того, що військово-повітряні сили втратили єдине командування.
Період з кінця 1940-х до середини 60-х рр. позначився активним створенням в складі RCAF різних пілотажних груп для показового виконання повітряних фігур вищого пілотажу. Найбільш визначними із них були «Блакитні дияволи» (літала на винищувачах Vampire), «Золоті яструби» (винищувачі Sabre) та «Золоте століття»(навчально-тренувальні літаки CT-114 Tutor).

### 1968—1989 роки
У 1964 році у Білій книзі була офіційно висунута ідея створення єдиних Канадських збройних сил і ліквідації їх поділу на три окремі види (ВМС, ВПС та сухопутні війська). Основними перевагами такої реорганізації були названі ефективніше управління військами та зменшення витрат на їх утримання. У квітні 1967-го канадський парламент ухвалив нову редакцію закону про національну оборону, згідно з ним 1 лютого 1968 року Військово-повітряні сили Канади припинили своє існування як окремий вид збройних сил. Авіація та наземна інфраструктура RCAF були розподілені між різними командуваннями, які тепер підпорядковувалися безпосередньо Штабу оборони. В 1967-му 1-а авіаційна дивізія була переформована в 1-у канадську авіаційну групу, а її чисельність скорочена спочатку до 6, а потім до 3 ескадрилей.
Хоча після війни в Кореї, канадська авіація довгий час не брала участі в бойових діях, вона активно застосовувалася в миротворчих місіях. Під час такої місії в зоні арабо-ізраїльського конфлікту канадські миротворці зазнали серйозних втрат. 9 серпня 1974 року канадський літак CC-115 Buffalo з миротворцями на борту вилетів з єгипетського міста Ісмаїлія до сирійської столиці Дамаск. Сирія дала дозвіл на проліт літака, але коли він увійшов в її повітряний простір з території Лівану, то відразу був збитий сирійським ЗРК. В результаті загинуло 9 чоловік, що стало найбільшою втратою канадських військ за один день з часів Корейської війни.

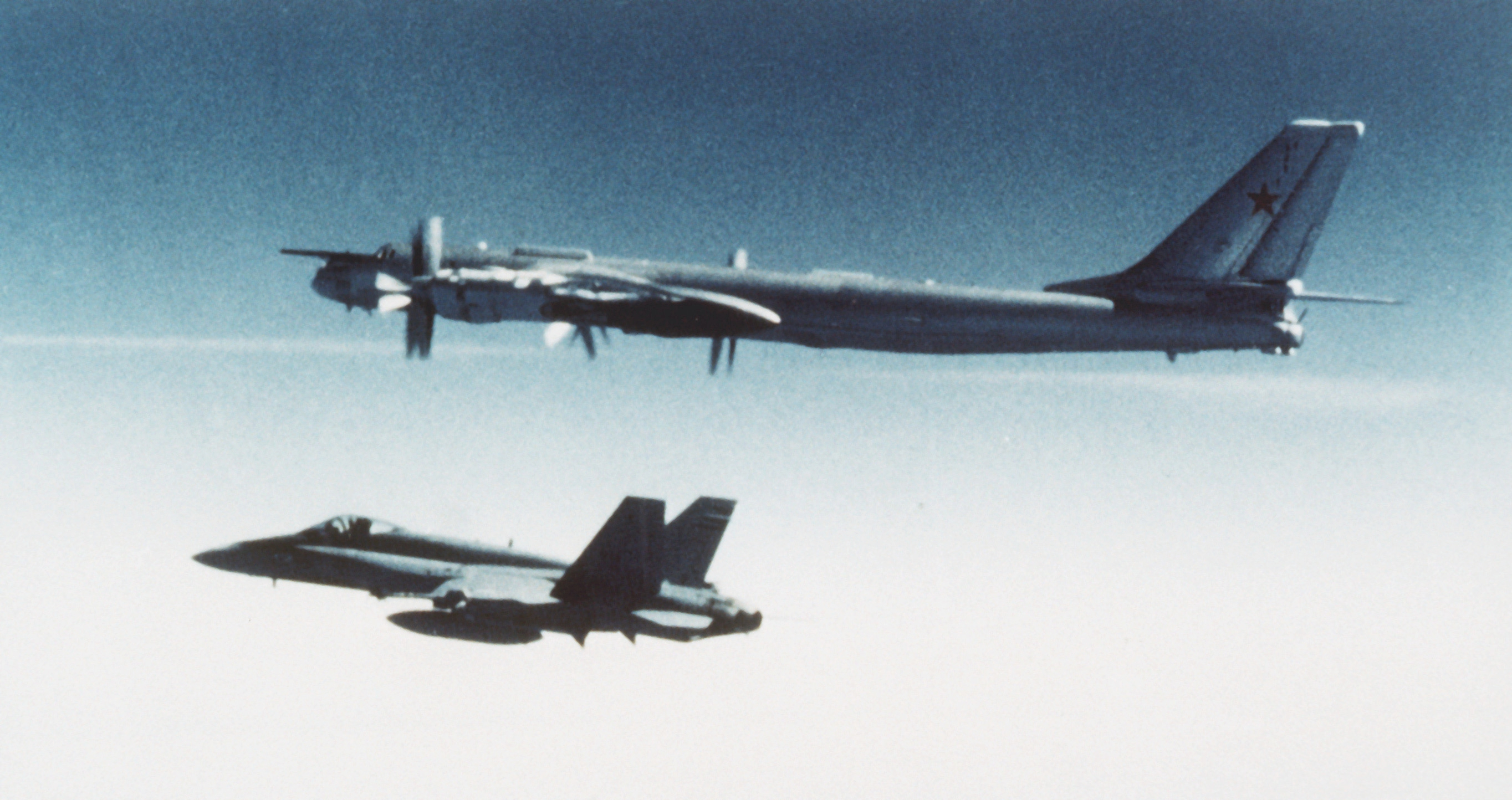
Канадський CF-18A Hornet ескортує радянський стратегічний бомбардувальник Ту-95, 1 січня 1987 року

В 1975 році стала очевидною необхідність відновити єдине керівництво над військовою авіацією. Для цього було створене нове Авіаційне командування, якому підпорядковувалися всі авіаційні підрозділи в збройних силах. В 1977 році канадський уряд вирішив замінити всі свої винищувачі та винищувачі-бомбардувальники (CF-101, CF-104 і CF-116) одним типом бойового літака. В результаті конкурсу, з-поміж семи претендентів, було обрано американський винищувач-бомбардувальник F/A-18 Hornet компанії McDonnell Douglas. Літак був дороблений під вимоги канадських ВПС, де отримав позначення CF-188. Всього з 1982 по 1988 рр. Канада придбала 138 «Шершнів» на суму в $4 млрд. В 1984-у канадська авіація повністю припинила використання американської ядерної зброї. 1 червня 1983 року була відновлена 1-а канадська авіаційна дивізія, спочатку вона нараховувала три ескадрильї, але в 1988 році, коли Канада розширила свої зобов'язання перед НАТО, кількість ескадрилей була збільшена до п'яти. Із них три постійно дислокувалося на території Німеччини, а дві — Канади і в раз необхідності, могли бути швидко перекинуті до Європи.

### 1990— сьогодення
На початку 1990-х рр. для канадської авіації настав новий період. Завершення Холодної війни, падіння комуністичних режимів у Східній Європі та розвал СРСР різко зменшили загрозу глобальної ядерної війни. Військово-повітряні сили починають готуватися, у першу чергу, до участі в локальних конфліктах, проведенню миротворчих і гуманітарних операцій.
Першим серйозним випробуванням для канадської авіації в нових умовах стала війна в Перській затоці. З початком конфлікту Канада відправила в регіон дві ескадрильї винищувачів-бомбардувальників CF-18 (всього 26 літаків). Для перекидання і постачання канадських та союзних військ, ВПС залучили 27 транспортних літаків CC-130 Hercules та 5 CC-137. До початку операції проти Іраку CF-18 проводили спільні навчання з авіацією союзників та патрулювали північно-західні райони Перської затоки. Під час масованих бомбардувань Іраку та іракських військ на території Кувейту, які тривали 6 тижнів, канадські CF-18 прикривали ударні літаки союзників. Коли розпочалася наземна фаза операції, канадська авіація здійснила невелику кількість бомбардувальних вильотів, застосовуючи, в основному, 500-фунтові (230 кг) некеровані авіабомби. Основними цілями для авіаударів служили іракська артилерія та склади постачання. «Буря в пустелі» стала першим випадком з часів Корейської війни, коли канадська авіація взяла участь у бойових діях.
В 1994 році, у зв'язку із закінчення Холодної війни, канадські війська були повністю виведені з Німеччини. Декілька ескадрилей після передислокації в Канаду були розформовані, а їх літаки відправлені на консервацію. Влітку 1997-го відбувається масштабна реорганізація канадських ВПС, в результаті якої транспортна, винищувальна та морська авіація перейшли в оперативне підпорядкування 1-й канадській авіаційній дивізії.

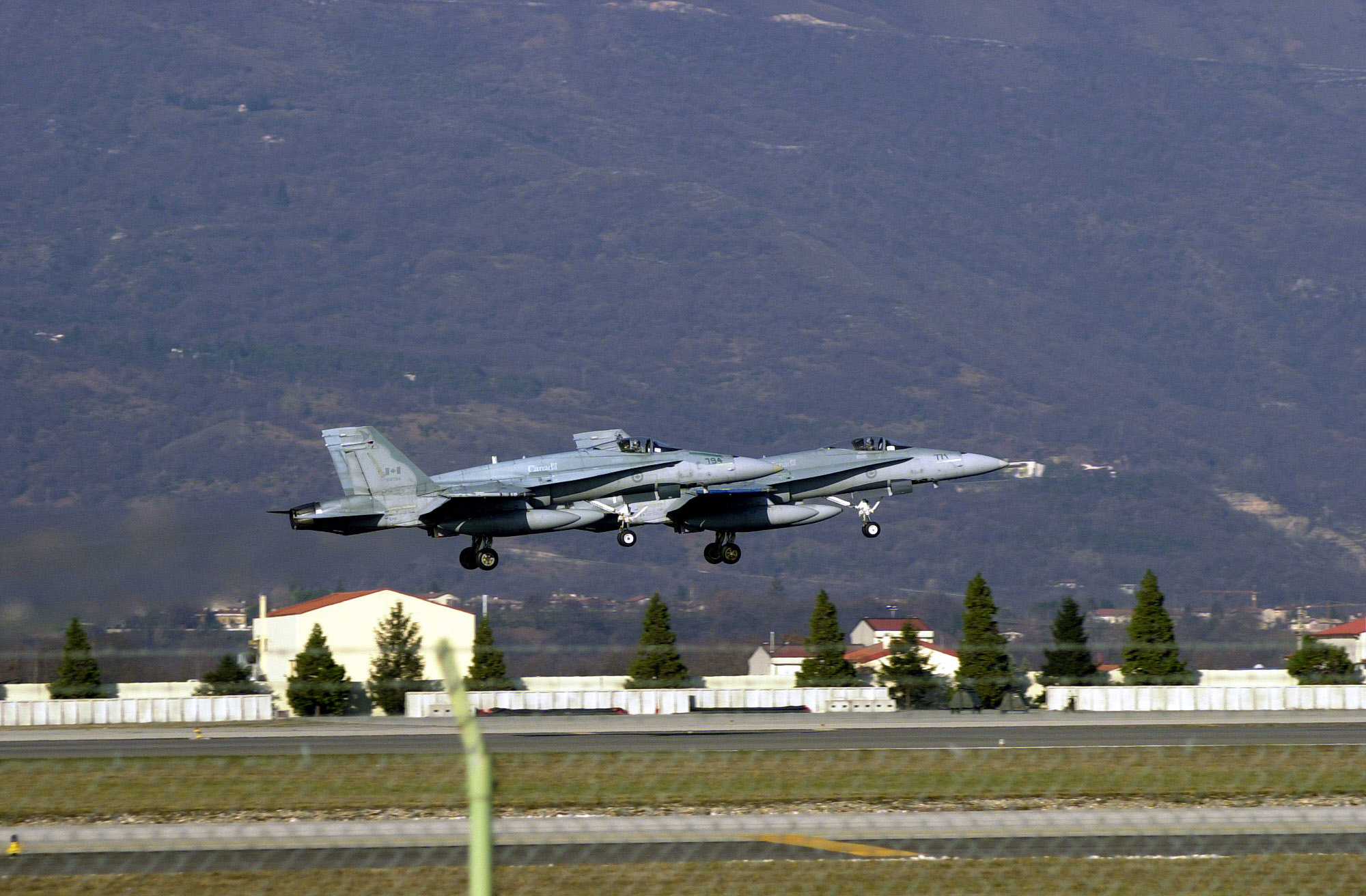
CF-18 Hornet покидають італійську авіабазу Авіано після завершення операції «Союзна сила»

Весною 1999-го канадська авіація взяла участь у військовій кампанії проти Югославії. До операції були залучені 18 CF-18 Hornet, за 78 днів бомбардувань вони здійснили 684 бойових вильоти загальною тривалістю 2577 годин. Близько 80 % із них — вильоти на бомбардування наземних цілей. Авіаударів завдавали переважно по зенітно-ракетних комплексах, аеродромах, мостах та складах паливно-мастильних матеріалів. CF-18 здійснили десяту частину всіх вильотів на бомбардування, хоча становили менше 2 % союзної авіації.
З 2002 по 2011 рік канадські військово-повітряні брали участь в антитерористичній операції в Афганістані. Спочатку авіація займалася перевезенням вантажів та особового складу в інтересах союзних військ, але пізніше стала залучатися і до проведення бойових операцій. Спеціально для таких завдань було створене окреме авіакрило, до складу якого увійшли вертольоти CH-147 Chinook і Bell CH-146 Griffon, транспортні літаки CC-130 Hercules та безпілотники CU-170 Heron.
У 2005 році була прийнята нова оборонна доктрина, згідно з якою канадські війська мали брати активнішу участь у миротворчих операціях та боротьбі з тероризмом. Одним із результатів втілення доктрини стало нарощенню можливостей транспортної авіації. Для цього були закуплені стратегічні транспортні літаки C-17 Globemaster III, а частина «Геркулесів» замінені на C-130J Super Hercules. У 2009-у всі тренувальні підрозділи військово-повітряних сил увійшли до складу новоствореної 2-ї канадської авіаційної дивізії.
У 2011 році RCAF були залучені до встановлення безпольотної зони над Лівією, в операції взяли участь 14 літаків, у тому числі 8 бойових Всі бойові вильоти, які тривали тривали з 23 березня по 25 жовтня, здійснювалися з італійської авіабази на заході Сицилії. Канадські ВПС зробили вагомий внесок у перемогу, наприклад CF-18 виконали десяту частину всіх бомбардувальних вильотів та скинули майже 700 авіабомб.
15 серпня 2011-го канадський уряд вирішив повернути військово-повітряним силам приставку «королівські». ВПС отримали нову символіку, але уніформа та звання не змінилися.

## Структура
Найвища посада в RCAF — Командувач Королівських повітряних сил Канади, одночасно він займає і посаду Начальника штабу ВПС. Офіс командуючого знаходиться при  Штабі національної оборони у місті Оттава. Він здійснює загальне керівництво військо-повітряними силами під наглядом начальника Штабу оборони. Безпосереднє керівництво всіма авіаційними підрозділами, крім тренувальних, покладено на командира 1-ї авіаційної дивізії. Також він відповідає за проведення бойових операцій та протиповітряну оборону країни. Відповідальність за підготовку екіпажів та технічного персоналу покладене на командира 2-ї авіаційної дивізії.
Структурно RCAF поділяться на 13 авіаційних крил, із них 11 бойові та 2 тренувальні. Авіакрило складається з авіаційних ескадрилей та допоміжних підрозділів. До складу 10 авіакрил включені, втому числі підрозділи та персонал військових баз, на яких вони дислокуються. Бойова, транспортна та допоміжна авіація сконцентрована в Першій авіадивізії, а тренувальна — в Другій.
Командуючий військово-повітряних сил має звання генерал-лейтенанта. Командири дивізій — генерал-майори, а їх заступники, як правило — бригадні генерали. Авіаційним крилом командує офіцер у званні полковника. На чолі ескадрилей стоять підполковники, рідше майори. Останні частіше займають посади заступників командирів ескадрилей, або командирів льотних екіпажів.

### 1-ша канадська авіаційна дивізія
- 1-ше авіаційне крило «Кінгстон»[en]
Повністю вертолітне авіакрило, на нього покладаються завдання з перевезення особового складу та вантажів в інтересах Збройних сил Канади. Підрозділи розкидані по всій території країни.

- 400-та тактична вертолітна ескадрилья (військова база «Борден», Онтаріо)
- 403-тя вертолітна навчальна ескадрилья (військова база «Гейджтаун», Нью-Брансвік)
- 408-ма тактична вертолітна ескадрилья (військова база «Едмонтон», Альберта)
- 427-ма ескадрилья спеціальних операцій (військова база «Петавава», Онтаріо)
- 430-та тактична вертолітна ескадрилья (військова база «Валькартьє», Квебек)
- 438-ма тактична вертолітна ескадрилья (аеропорт Монреаль/Сент-Юбер, Квебек)
- 450-та тактична вертолітна ескадрилья (військова база «Петавава», Онтаріо)

- 3-тє авіаційне крило «Беговіль»[en] (Квебек)
Авіакрило має змішаний склад і складається з винищувачів-бомбардувальників, літаків радіоелектронної боротьби та пошуково-рятувальних вертольотів.

- 414-та ескадрилья радіоелектронної боротьби (аеропорт Гатіно — Оттава, Квебек)
- 425-та тактична винищувальна ескадрилья
- 439-та ескадрилья бойової підтримки

- 4-те авіаційне крило «Колд-Лейк»[en] (Альберта)
Винищувально-бомбардувальне авіакрило, на його базі проходять підготовку пілоти CF-18 з усієї Канади. Щорічно на базі «Колд-Лейк» проходять міжнародні військові навчання «Кленовий прапор»[en]. В розпорядженні підрозділу перебуває великий авіаційний полігон площею 11600 км².

- 409-та тактична винищувальна ескадрилья
- 410-та тактична винищувальна ескадрилья бойової підготовки
- 417-та ескадрилья бойової підтримки
- 419-та тактична навчальна винищувальна ескадрилья
- Авіакосмічний технічний випробувальний центр

- 5-те авіаційне крило «Гус-Бей»[en] (Ньюфаундленд і Лабрадор)
База призначена для тренувальних польотів натівської авіації, тому на ній знаходиться лише одна вертолітна пошуково-рятувальна ескадрилья і технічний персонал. Для цих польотів біля бази знаходиться полігон площею 130000 км². Також в «Гус-Бей» на ротаційній основі розміщуються CF-18 для забезпечення протиповітряної оборони регіону[48].

- 444-та ескадрилья бойової підтримки

- 8-ме авіаційне крило «Трентон»[en] (Онтаріо)
8-ме авіакрило — основа канадської транспортної авіації, окрім трьох авіатранспортних ескадрилей, до його складу входять пошуково-рятувальні підрозділи та Авіакосмічний центр Збройних сил Канади.

- 412-та транспортна ескадрилья (аеропорт Оттава, Онтаріо)
- 424-та транспортно-рятувальна ескадрилья (Канада)
- 426-та навчально-транспортна ескадрилья
- 429-та транспортна ескадрилья
- 436-та транспортна ескадрилья
- 437-ма транспортна ескадрилья
- Авіакосмічний центр Збройних сил Канади

- 9-те авіаційне крило «Гандер»[en] (Ньюфаундленд і Лабрадор)
Авіакрило призначене для наземних та морських пошуково-рятувальних операцій в східній Канаді та західній Атлантиці, включаючи полярні райони.

- 103-тя пошуково-рятувальна ескадрилья

- 12-те авіаційне крило «Ширвотер»[en] (Нова Шотландія)
Авіакрило призначене для проведення операцій в інтересах Королівського військово-морського флоту Канади.

- 406-та морська навчально-бойова ескадрилья
- 423-тя морська вертолітна ескадрилья
- 443-тя морська вертолітна ескадрилья (аеропорт Вікторія, Британська Колумбія)

- 14-те авіаційне крило «Гринвуд»[en] (Нова Шотландія)
На авіакрило покладаються завдання з проведення морських операцій в Атлантичному океані та східній частині Арктики.

- 404-та морська патрульна і навчальна ескадрилья
- 405-та морська патрульна ескадрилья
- 413-та транспортно-рятувальна ескадрилья

- 17-те авіаційне крило «Вінніпег»[en] (Манітоба)
Авіакрило забезпечує функціонування Центральної авіаційної школи та використовується в системі NORAD.

- 402-га ескадрилья
- 435-та транспортно-рятувальна ескадрилья
- 440-а транспортна ескадрилья (Північно-Західні території)

- 19-те авіаційне крило «Комокс»[en] (Британська Колумбія)
Авіакрило призначене для проведення морських операцій в Тихому океані і західній частині Арктики. Крім того, його авіація відповідальна за пошуково-рятувальні операції на західному узбережжі Канади. На базі авіакрила здійснюється підготовка екіпажів CF-18 для польотів у гірських умовах.

- 407-ма патрульна ескадрилья
- 442-та транспортно-рятувальна ескадрилья

- 22-ге авіаційне крило «Норт-Бей»[en] (Онтаріо)
22-ге авіакрило не має авіаційних підрозділів, до його складу входять штаб канадського сектора НОРАД та обслуговуючий персонал.

### 2-га канадська авіаційна дивізія
- 2-га льотна школа Збройних сил Канади (військова база «Мус-Джо», Саскачеван)

- 15-те авіаційне крило «Мус Джо»[en] (Саскачеван)
Авіакрило призначене для підтримки діяльності льотної авіашколи, яка розміщена на базі. Також до складу авіакрила входить пілотажна група «Сірі юнки»[en].
  - 15-та ескадрилья контролю повітряного руху
  - 431-ша демонстраційна ескадрилья (більш відома як «Сірі юнки»)

- 16-те авіаційне крило «Борден» (провінція Онтаріо)
На базі Борден сконцентрована велика кількість військових навчальних закладів, до складу 16-го авіакрила входять ті заклади, що забезпечують підготовку кадрів для RCAF.

## Перспективні проекти
CH-47F Chinook. В серпні 2009 року Канада підписала контракт з компанією Boeing на закупівлю 15 CH-47F загальною вартістю C$2,3 млрд. Ще в 2008-му військово-повітряні сили придбали 6 вживаних CH-47D для операцій в Афганістані. Їх успішна експлуатація вплинула на рішення прийняти на озброєння додатково 15 вертольотів модифікації «F». Від більш ранніх модифікацій CH-47F відрізняється більшою дальністю польоту та новим радіоелектронним обладнанням. Перший вертоліт був переданий замовнику в червні 2013-го, а поставки всіх законтрактованих машин мають завершитися в кінці 2014 року.
CH-148 Cyclone. Багатоцільовий морський вертоліт, який призначений для заміни SH-3 Sea King. Всього Канада планує придбати 28 CH-148 за C$1,8 млрд. Відповідний контракт з компанією Sikorsky був підписаний 23 листопада 2004 року. За його умовами RCAF мали отримати перший вертоліт ще в січні 2009-го. Але Cyclone виявився важчим та менш ефективним, ніж очікувалося. Щоб усунути проблему компанія General Dynamics розробила нову версію двигуна, збільшивши його потужність на 10 %. Нова силова установка потребувала сертифікації та інтеграції на вертоліт, що значно затягнуло терміни поставок. Враховуючи ці обставини 28 квітня 2009 року канадський уряд погодився відкласти поставки вертольотів на два роки, але і ці терміни були зірвані з вини виробника. За нинішніми планами перший CH-148 має бути переданий замовнику в 2015 р. Постійні затримки призвели до того, що у вересні 2013 року канадський уряд почав розглядати можливість відміни контракту і пошуку більш прийнятних варіантів.
Fixed Wing Search and Rescue Replacement. В рамках цієї програми канадське керівництво планує придбати новий транспортний літак для пошуково-рятувальних операцій. Нині ці функції покладені на DHC-5 Buffalo та частково C-130Н Hercules. Найбільш імовірними претендентами на заміну виступають Alenia C-27J Spartan, CASA C-295 та Bell Boeing V-22 Osprey. В програмі інколи виникають затримки через заяви компанії CASA, що умови конкурсу виписані спеціально для C-27J Spartan. Але канадський уряд їх не міняє і продовжує дотримуватися початкових планів закупки 17 літаків на суму $1.55 млрд, при цьому перший літак має бути поставлений вже в 2015 році.
Joint Uninhabited Surveillance and Target Acquisition System (JUSTAS). Проект передбачає придбання розвідувального БПЛА з великою дальністю польоту. Терміни поставок, кількість і тип літальних апаратів достеменно невідомі, але найбільш імовірно це буде американський RQ-4 Global Hawk.
Unmanned combat air vehicle. Намір придбати ударні БПЛА виник під час війни в Лівії, де їх успішно застосовували американці. Втілення намірів розпочалося 23 липня 2012 року, коли канадський уряд ухвалив рішення виділити на закупку БПЛА $1 млрд та відправити відповідні запити виробникам. Серед ключових вимог до безпілотника — можливість здійснювати патрулювання в арктичних районах та застосовувати високоточну зброю. Уряд поки що не визначився з термінами поставок та кількістю необхідних машин. Відомо, що одним із претендентів є американський перспективний БПЛА Avenger.
Snowbirds. Знаменита пілотажна група в даний час експлуатує застарілі навчально-тренувальні літаки CT-114 Tutor. До 2020 року вони вичерпають свій ресурс і будуть потребувати заміни. Через це канадське керівництво погодилося виділити С$755 млн на закупку нових літаків. RCAF ще не визначилися з необхідною кількістю літаків та їх типом, але найбільш імовірним претендентом є CT-155 Hawk. Він вже використовується в канадських ВПС як тренувальний літак для поглибленої підготовки. CT-155 має високі маневрені характеристики та витрачає на 35 % менше пального, ніж CT-114.
F-18 Fighter Replacement. Ключова програма військово-повітряних сил, яка має на меті повністю оновити парк бойової авіації. CF-18 Hornet, придбані у 80-х роках минулого століття, будуть зняті з озброєння до кінця десятиліття. Довгий час основним претендентом на заміну виступав багатоцільовий винищувач п'ятого покоління F-35 Lightning II. Всього Канада планувала купити 65 таких літаків на загальну суму $9 млрд. Але постійні затримки в розробці F-35 та зростання його вартості призвели до того, що уряд країни почав розглядати інші варіанти. Найімовірнішою альтернативою F-35 може стати інший американський літак — F/A-18E/F Super Hornet. Одна із його переваг — це нижча вартість закупки, компанія Boeing офіційно наголошує, що 65 «Супер шершнів» обійдуться Канаді на $1,7 млрд дешевше, ніж аналогічна кількість F-35.

## Розпізнавальні знаки

Розпізнавальний знак
Варіант зі зменшеною видимістю
Знак на кіль
Варіант зі зменшеною видимістю

### Еволюція розпізнавальних знаків
| Розпізнавальний знак | Знак на фюзеляж | Знак на кіль | Коли використовувався | Порядок нанесення |
| -------------------- | --------------- | ------------ | --------------------- | ----------------- |
|                      |                 |              |                       |                   |
|                      |                 |              |                       |                   |
|                      |                 |              |                       |                   |

## Звання та відзнаки

### Молодші офіцерські та солдатські звання
| NATO Code          | OR-1             | OR-2               | OR-3               | OR-4      | OR-5             | OR-6    | OR-7          | OR-8                  | OR-9                   |  |
| ------------------ | ---------------- | ------------------ | ------------------ | --------- | ---------------- | ------- | ------------- | --------------------- | ---------------------- |  |
| Відзнаки           |                  |                    |                    |           |                  |         |               |                       |                        |  |
| Звання             | Авіатор (Рекрут) | Авіатор (Основний) | Авіатор (Навчений) | Капрал    | Старший капрал   | Сержант | Ворент-офіцер | Старший ворент-офіцер | Головний ворент-офіцер |  |
| Український аналог | Рядовий          | Немає              | Немає              | Євфрейтор | Молодший сержант | Сержант | Старшина      | Прапорщик             | Старший прапорщик      |  |

### Офіцерські звання
| Ранг НАТО          | Курсант   | OF-1             | OF-1              | OF-2    | OF-3  | OF-4         | OF-5      | OF-6              | OF-7          | OF-8              | OF-9          |  |
| ------------------ | --------- | ---------------- | ----------------- | ------- | ----- | ------------ | --------- | ----------------- | ------------- | ----------------- | ------------- |  |
| Відзнаки           |           |                  |                   |         |       |              |           |                   |               |                   |               |  |
| Звання             | Курсант   | Другий лейтенант | Лейтенант         | Капітан | Майор | Підполковник | Полковник | Бригадний генерал | Генерал-майор | Генерал-лейтенант | Генерал       |  |
| Український аналог | Відсутній | Лейтенант        | Старший лейтенант | Капітан | Майор | Підполковник | Полковник | Відсутній         | Генерал-майор | Генерал-лейтенант | Генерал армії |  |
|                    |           |                  |                   |         |       |              |           |                   |               |                   |               |  |
|                    |           |                  |                   |         |       |              |           |                   |               |                   |               |  |

## Галерея
|                                 |                       |                               |
| McDonnell Douglas CF-18B Hornet | Airbus CC-150 Polaris | Boeing CC-177 Globemaster III |

|                         |                           |                        |
| BAE Systems CT-155 Hawk | Lockheed CC-130H Hercules | Lockheed CP-140 Aurora |

|                             |                 |                     |
| Canadair CC-144C Challenger | CH-124 Sea King | Bell CH-146 Griffon |